# Katia Follesa
Katiuscia Follesa, conocida como Katia (Giussano, 12 de enero de 1976), es una comediante, presentadora de televisión y conductora radiofónica italiana.
Follesa se convirtió en un rostro conocido en la década de 2000 como miembro del dúo de comedia Katia & Valeria en el formato de televisión Zelig y ha actuado y participado como comediante en numerosos programas de televisión y programas de sketches a lo largo de su carrera, incluido Buona la prima!, Quelli che il calcio, Michelle Imposible, LOL - Chi ride è fuori. Desde la década de 2010 presenta programas de televisión en Rai y Mediaset, convirtiéndose en el rostro de las cadenas Discovery Real Time y Nove, presentando Junior Bake Off Italia, Cake star - Pasticcerie en sfida y programas de comedia.
Paralelamente a su carrera televisiva, ha escrito y actuado en sus propias giras teatrales por Italia, colaborando con su expareja Angelo Pisani y Valeria Graci, ha presentado programas de radio y ha actuado en películas y series de televisión, incluida Social Family. En 2021, recibió el premio al Mejor Personaje Femenino de Televisión en el 78° Festival Internacional de Cine de Venecia.

## Biografía
Nacida en Giussano de madre de origen siciliano, directora de hotel, y de padre sardo, cocinero, Katia Follesa trabajaba en un holding financiero cuando renunció para graduarse en la Escuela de Quelli di Grock.

### 2000-2011: El debut conKatia e Valeriay los primeros papeles en televisión
En 2001, junto a Valeria Graci, formó el dúo cómico Katia & Valeria, que después de un período de aprendizaje en cabaret y talleres aterrizó en la televisión, en particular en Italia 1 en el Colorado Cafè, y posteriormente con pequeñas apariciones en Rai 2 y MTV Italia. En el mismo periodo entraron en el laboratorio Zelig, debutando en 2004 en los programas Zelig off y Zelig Circus de Canale 5. En 2007 Katia y Valeria formaron parte del elenco de Scherzi a parte. Follesa luego protagonizó la comedia Buona la prima! junto a Ale e Franz interpretando el personaje homónimo de la ama de llaves y amiga. Desde el 6 de enero de 2010 presenta Salsa rosa, un programa matutino en Sky Italia, canal Comedy Central. También en 2010 se unió al concurso televisivo Trasformat de Italia 1 en el papel de la comediante-showgirl de Enrico Papi.
En 2010 volvió a actuar en el elenco del nuevo programa de comedia Ale e Franz Sketch Show di Ale e Franz, en el que interpreta a la amiga y ama de llaves del mismo nombre. A partir de febrero de 2011 regresa con Valeria al espectáculo Zelig. También en 2011 actuó en la película Vacanze di Natale a Cortina junto a Christian De Sica, Sabrina Ferilli y otros actores conocidos, entre ellos la propia Valeria. Colabora con el humorista Maccio Capatonda en el programa de televisión Ma anche no broadcast de LA7. Entre 2011 y 2012 apareció en algunos sketches de la comedia A&F - Ale e Franz Show.

### 2012-2019: Carrera en solitario, actuación y presentación de programas de televisión.
En febrero de 2012 el dúo Katia & Valeria se separó. Desde septiembre del mismo año, Follesa presenta el programa de televisión Zelig Off con Davide Paniate. En 2012 aparece en la película Benvenuti al Nord, como taxista, mientras que en 2013 es juez recurrente en Cuochi e fiamme . En 2014 Follesa fue protagonista de la comedia Uno di troppo con Angelo Pisani transmitida por Super!. La serie revivirá en 2020 con Social Family.
Desde el 20 de octubre de 2014 presenta el programa nocturno Quanto manca en Rai 2, junto a Nicola Savino y Rocco Tanica. En la serie animada de Nickelodeon The Loud House, presta su voz a la Sra. Loud, la madre de Lincoln y sus hermanas. En 2016 se convirtió en invitada habitual en la primera temporada de Bring the Noise, en la que también participó en la segunda temporada. En 2017, ocho años después, se estrenó la cuarta temporada de Buona la prima! fue producido. y Follesa está entre los protagonistas. De 2017 a 2019 reemplazó a Benedetta Parodi como presentadora de Junior Bake Off Italia.
En enero de 2018, junto con Ivana Mrázová, se unió a Nicola Savino para presentar el nuevo programa de Italia 1, 90 Special. De febrero de 2018 a abril de 2022 presentó cinco temporadas de Cake star - Pasticcerie in sfida con Damiano Carrara en Real Time. Desde septiembre de 2018 se ha convertido en locutor de R101 donde presenta un programa junto a Alvin, y presenta el programa de televisión Big Show junto a Andrea Pucci en Italia 1. De 2018 a 2022 Follesa y su pareja Angelo Pisani presentaron en el teatro el espectáculo de comedia Finché social non ci separi. En 2019 presentó la reedición del programa Take Me Out - La rivincita del maschio en Real Time.

### 2020-presente:LOL,nuevos programas de comedia y el regreso del dúoKatia e Valeria
A partir de noviembre de 2020 estará disponible en DPlay Plus y Real Time Social Family – Stories di Famiglia, remake de Uno di Troppo, la docucomedia sobre las pequeñas grandes aventuras de Follesa, su media naranja, Angelo Pisani, actor de profesión, chapucero y eterno adolescente, y su hija Ágata, de 10 años, científica, socióloga y psicóloga doméstica. En abril de 2021 participó como concursante en el programa de comedia de Prime Video LOL - Chi ride è fuori. También en 2021, regresa con la segunda temporada de Social Family en Discovery+ y presenta D'amore e d'accordo en Real Time. Ese mismo año recibió el premio Filming Italy Best Movie Award como mejor personaje femenino de televisión en el 78.º Festival Internacional de Cine de Venecia.
En enero de 2022 fue invitada habitual al programa Michelle Impossible de Michelle Hunziker, junto a Michela Giraud . En noviembre de 2022 participó como concursante en el reality show Celebrity Hunted - Caccia all'uomo. En 2023 participó en el nuevo programa Boomerissima de Alessia Marcuzzi en Rai 2, como concursante "boomer". En febrero regresó como presencia regular en Michelle Impossible & Friends, junto a Gialappa's Band y Mago Forest, y fue confirmada para la siguiente temporada. También en 2023 regresa al teatro con el nuevo espectáculo Ti posso spiega con Angelo Pisani.
En 2024 participó en LOL Talent Show: chi fa ridere è dentro en Prime Video como juez, Comedy Club y Comedy Show en Nove y Viva la danza, el programa de Roberto Bolle en Rai 1. En abril de 2024 presenta Comedy Match en Nove, mientras que en julio de 2024 se estrena en los cines la película Un oggi alla volta, en la que Follesa interpreta a la coprotagonista. Entre noviembre de 2024 y abril de 2025 Follesa vuelve a actuar en el teatro con Valeria Graci doce años después de la ruptura del dúo cómico con el espectáculo Ma non dovevo non vederci più?.

## Vida privada
De 2006 a 2023 estuvo vinculada sentimentalmente con el comediante Angelo Pisani, con quien tiene una hija, Ágata, nacida en 2010.
Padece miocardiopatía hipertrófica y es testigo del Proyecto Cor, del Grupo Hospitalario Fundación San Donato, que tiene como objetivo mejorar la calidad de vida de los pacientes cardíacos y crear campañas de prevención de enfermedades cardiovasculares. Debido a esta patología, con el paso de los años decidió perder peso.

## Programas de televisión

### Como Katia & Valeria
- MTV Comedy Lab (MTV, 2004)
- Colorado Cafè (Italia 1, 2004)
- Sformat (Rai 2, 2004)
- Zelig Off (Canale 5, 2005)
- Zelig (Canale 5, 2005-2011)
- Sputnik (Italia 1, 2007)
- Scherzi a parte (Canale 5, 2007)

### Como Katia Follesa
- Buona la prima! (Italia 1, 2008-2009, 2017)
- Ale e Franz Sketch Show (Italia 1, 2010)
- Salsa rosa (Comedy Central, 2010)
- Trasformat (Italia 1, 2010)
- A&F - Ale e Franz Show (Italia 1, 2011)
- Ma anche no (LA7, 2011-2012)
- Mamma mia che domenica (LA7, 2012)
- Cristina Parodi Live (LA7, 2012)
- Zelig off (Italia 1, 2012-2013)
- Cuochi e fiamme (LA7, 2013) - juez
- Zelig 1 (Italia 1, 2013-2014)
- Quanto manca (Rai 2, 2014)
- Quelli che il calcio (Rai 2, 2014-2015)
- Verissimo (Canale 5, 2015-2016) - enviada
- Bring the noise (Italia 1, 2016-2017)
- Big show (Italia 1, 2017-2018)
- Junior Bake Off Italia (Real Time, 2017-2019)
- 90 Special (Italia 1, 2018)
- Cake star - Pasticcerie in sfida (Real Time, 2018-2022)
- Royal Time: Il matrimonio di Meghan e Harry (Real Time, 2018)
- Bake Off - Extra dolce (Real Time, 2018)
- Bake Off - Stelle di Natale (Real Time, 2018)
- Take Me Out - La rivincita del maschio (Real Time, 2019)
- CR4 - La Repubblica delle Donne (Rete 4, 2018-2020)
- LOL - Chi ride è fuori (Prime Video, 2021) - concursante
- D'amore e d'accordo (Real Time, 2021)
- Celebrity Hunted: Caccia all'uomo (Prime Video, 2022) - concursante
- Michelle Impossible & Friends (Canale 5, 2022-2024)
- LOL Talent Show: chi fa ridere è dentro (Prime Video, 2024) - juez
- Nove Comedy Club - Finché social non ci separi (Nove, 2024)
- Comedy Match (Nove, dal 2024)
- Festival de Sanremo (Rai 1, 2025) - coconductora

## Filmografía

### Cine
- Vacanze di Natale a Cortina, dirigida por Neri Parenti (2011)
- Benvenuti al Nord, dirigida por Luca Miniero (2012)
- Un oggi alla volta, dirigida por Nicola Conversa (2023)

### Televisión
- Uno di troppo, dirigida por Roberto Burchielli – miniserie de televisión (2014)
- Social Family – Stories di Famiglia – serie de televisión (Real Time, 2020-2021)
- Sono Lillo 2, dirigida por Eros Puglielli – serie de televisión ( Prime Video, 2024)

### Doblaje
- The Loud House (Nickelodeon, 2016-2017) - voz de Rita

## Teatro
- Base per altezza diviso due por Valeria Graci, Katia Follesa; con Valeria Graci (2010-2011)
- Finché social non ci separi de Katia Follesa, Angelo Pisani, Luciano Federico, dirección de Katia Follesa y Angelo Pisani; con Angelo Pisani (2018-2022)
- Ti posso Spiegare de Katia Follesa, Angelo Pisani, Luciano Federico, dirección de Alessio Parenti; con Angelo Pisani (2023-2024)
- Ma non dovevamo non vederci più? por Valeria Graci, Katia Follesa; con Valeria Graci (2024-2025)

## Radio
- R101 (2018-2022)

## Publicidad
- Sigma (2012)
- Sottilette (2017)
- Penny Market (2020-presente)
- Amazon Prime Video (2021)

## Premios y reconocimientos
- 78.º Festival Internacional de Cine
  - Filming Italy Best Movie Award al mejor personaje femenino de televisión[39]